# Sip

Símbolo de glifo correspondiente al sip

El sip o zip es la tercera veintena de días del sistema calendárico del haab.  Era considerada por los mayas como la veintena para la fiesta de los cazadores asdy pescadores y su dios patrono era el dios maya del cielo. El glifo representado por Goodman es claro y preciso, se forma por una cruz que asemeja la cruz de San Andrés, más abierta que la del símbolo de la veintena del uo, sobre el cual está el signo Kan amarillo.